# Cocotă

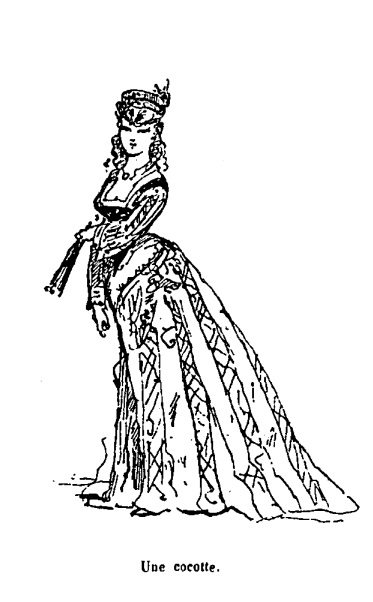
O cocotă, Bertall; La Comédie de notre temps : études au crayon et à la plume, Plon, Paris, vol. 2, 1875.

Cocotele (din franceză cocottes) au fost în Franța, sub al Doilea Imperiu, prostituate de lux (desemnate anterior prin termenul curtezane) cunoscute pentru ruinarea amanților bogați prin cheltuieli exagerate. Prin extensie, termenul a fost folosit în perioadele ulterioare, în special în timpul Belle Époque.
Termenul „demimondenă” desemna inițial femeile obișnuite cu purtări ușuratice și a ajuns, de asemenea, să desemneze cocotele de condiție joasă sau mai înaltă, numite și „Grandes Horizontales”.
Printre alte denumiri franceze care desemnau o cocotă se află următoarele cu sensuri mai mult sau mai puțin diferite: danseuse, lorette, fille de noce, grisette, fille de brasserie, buveuse, trotteuse, pierreuse, lionne.

## Istoric
Printre cocotele celebre ale vremii au fost Cora Pearl (1835-1886) (care i-a avut ca amanți pe prințul Napoleon, pe ducele de Morny și pe alții) și Laure Hayman (1851-1932) (care i-a avut ca amanți pe Paul Bourget, pe regele Greciei, pe prințul Karagheorghevici și pe prințul Karl de Fürstenberg). Este demn de remarcat faptul că mai multe palate (hôtel particulier) din Paris au fost construite pentru „cocote”, precum cel construit pentru la Païva pe Champs-Élysées.
Mai mulți autori francezi ai secolului al XIX-lea au scris despre cocote ca, de exemplu, Émile Zola în romanul Nana. Acest roman descrie viața și destinul tragic al unei femei care i-a sedus și i-a dus la ruină pe bărbații bogați și influenți pe care i-a cunoscut. 
Pentru unele femei din popor a deveni cocotă era, de asemenea, o modalitate de a obține o situație financiară confortabilă înainte de a-și găsi un loc stabil în societate. Unele au avut noroc și au ajuns bogate, altele au murit în mizerie, în timp ce mai puține dintre ele, precum Sarah Bernhardt, care a fost cocotă la începuturile carierei, au devenit actrițe iubite de public.
„Miros de cocotă” se referă la un parfum de proastă calitate, precum cele folosite de cocotele de nivel inferior, și a dat naștere verbului francez „cocotter”, care înseamnă a emana un miros puternic de parfum (a puți).